# BMPT
BMPT (rus. Боевая машина поддержки танков), oznake "Objekt 199" je rusko oklopno vozilo namijenjeno bliskoj potpori tenkovima i pješaštvu, primarno u urbanim područjima. Vozilo je dobilo nadimak "Terminator". Manji broj ovakvih vozila je 2005. dostavljen ruskoj vojsci na testiranje.
Tijelo vozila je temeljeno na sovjetskom tenku T-72 koji je proizveden u mnogo primjeraka u bivšem SSSR-u, ali i pod licencom u mnogo drugih država. Oklop vozila je dodatno poboljšan postavljanjem reaktivnog oklopa na izvorni čelični. Velik dio dijelova (primjerice motor) je preuzet s tenka T-90.
Na stražnji dio tijela, koji je malo povišen je postavljena velika oružana stanica na kojoj se nalaze dva automatska 30 mm topa, 4 lansera za rakete 9M120 Ataka-T, jedna 7,92 mm PKMT strojnica i dva 30 mm minobacača AG-17D. Dva 30 mm topa mogu ispaljivati raznovstno streljivo, od visokoeksplozivnih granata za lako oklopljene ciljeve ili uništavanje ljudstva do protuoklopnih granata namijenjene za uništavanje oklopnih transportera i lakše oklopljenih vozila. Lanseri za vođene protuoklopne rakete Ataka-T su namjenje za uništavanje tenkova i dobro oklopljenih ciljeva. Na BMPT se može sprijeda montirati KMT-7 ili KMT-8 čistač mina.

## Galerija
- BMPT na izložbi 2012.
- Sprijeda
- Straga
- Oružana stanica
- Okretno postolje oružane stanice na mjestu nekadašnje tenkovske kupole

### Unutarnje poveznice
- IDF Achzarit
- BTR-T

### Zajednički poslužitelj
|  | Zajednički poslužitelj ima stranicu o temi BMPT    |
|  | Zajednički poslužitelj ima još gradiva o temi BMPT |

## Vanjske poveznice
- (en) Informacije o BMPT na warface.ru  Arhivirana inačica izvorne stranice od 10. listopada 2012. (Wayback Machine)